# 六一九砲戰
六一九砲戰，又稱六一七砲戰，發生於1960年6月，時任美國總統艾森豪訪問中華民國，中華人民共和國政府方面為表示抗議，以“歡迎”和“相送”為名，指示中國人民解放軍砲兵進行砲擊，於6月17日下午對金門地區各島嶼實施全面砲擊50分鐘，共落彈3萬餘發；18日零時起，解放軍砲兵再度對金門砲擊45分鐘，落彈5萬餘發；19日解放軍砲兵對金門實施第三次砲擊，落彈近9萬發，合計3日，解放軍砲兵射擊17萬餘發砲彈。這是自八二三砲戰以來遭受解放軍砲兵砲擊最慘重的一次，金門六一九砲戰共造成7名中華民國陸軍官兵當場陣亡。
中華民國政府最初因美國總統艾森豪至臺灣訪問，盡量避免戰火，並依解放軍砲兵火砲射擊計算陣地位置，據以修訂反砲擊計畫，並要求中華民國陸軍準備發動反擊。直至美國總統艾森豪離開臺灣後的19日七時四十五分，陸軍金門防衛司令部奉司令劉安祺之令使用M1榴彈砲、M1高射砲、M1岸防砲、M1反戰車砲、M3榴彈炮、M3反戰車砲、M3戰車砲、M59加農砲、M101榴彈砲、M114榴彈炮、M115榴彈炮、M116榴彈炮等火砲實施全面報復性反擊，國軍發射砲彈四千餘發，共計摧毀解放軍砲兵火砲十九門、砲陣地二十七座及彈藥庫五座，國軍徹底壓制解放軍砲兵砲火。
1969年、1974年及2013年3月22日，中華民國國防部先後將在此役陣亡的七名國軍官兵入祀國民革命忠烈祠。

## 軼事
M1 240毫米榴彈砲至今仍是中華民國陸軍口徑最大的火砲，也仍在金門與馬祖服役，但外界經常誤以為它們參加了1958年的八二三砲戰，但八二三期間中美兩國海軍合作發動「鴻運計畫」，搶送上島的其實是口徑較小的8英吋（203毫米）M55自走炮。